# Miskitoküste

Die Miskitoküste

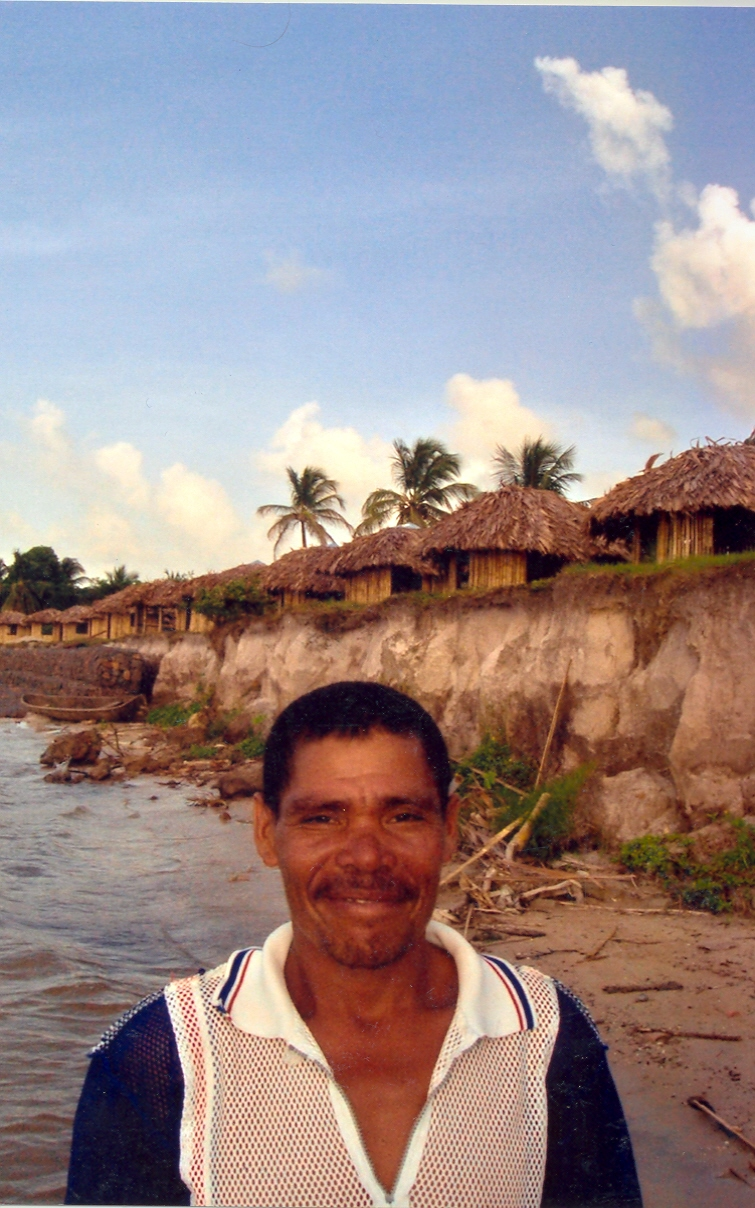
Dorf der Awas Tingni an der Miskitoküste (Nicaragua)

Der Begriff Miskitoküste (nach dem indigenen Volk der Miskito, deutsch auch Miskito-Indianer oder Moskito-Indianer, benannt; spanisch jedoch: Costa de los Mosquitos = Moskitoküste) oder Moskitoküste (früher auch Mosquitoküste geschrieben und zuweilen Mosquitia genannt) bezeichnete vor allem während der Kolonialzeit die Karibikküste Nicaraguas, die wie auch Belize in weiten Teilen von Großbritannien beherrscht wurde.

## Geografische Abgrenzung
Obwohl der Name von manchen Autoren für die gesamte Ostküste Nicaraguas bis zum Río Negro oder zum Río Tinto verwendet wurde und zum Teil sogar La Mosquitia, das heutige Nordost-Honduras, begrifflich einschloss, bezeichnete der eigentliche Begriff einen schmalen Streifen entlang der Karibikküste von 11° 45’ bis 14° 10’ N, der sich auf einer durchschnittlichen Breite von ca. 60–70 km und ca. 360 km Länge vom Río Wawa im Norden bis zum Río Rama im Süden erstreckte. Der Ostrand des nicaraguanischen Hochlands bildet die westliche Begrenzung auf dem Festland.

## Bevölkerung
Die Miskitoküste ist nach der Mehrheit ihrer Einwohner, den Miskito-Indígena, benannt. Neben den Miskito leben auch die kleinen Stämme der Sumo und Rama an der dortigen Küste. Die Miskito sind von kleiner Statur und haben eine dunklere, ins rotbraune gehende Haut. Wegen ihrer Hautfarbe wurde angenommen, sie seien Nachfahren von bei Schiffshavarien geflüchteten schwarzen Sklaven und Indígenas. Sie sprechen eine Chibcha-Sprache und bewegen sich in ihren Booten auf den Flüssen des Regenwalds entlang der ausgedehnten Karibikküste auch jenseits der Grenze nach Honduras.

## Geschichte
Historisch wichtigster Ort war eine Piratensiedlung und spätere Hafenstadt an der Karibikküste, die 1601 nach dem holländischen Freibeuter Bleeveldt Bluefields genannt wurde. Als größte Siedlung entlang der Miskitoküste mit einem guten Hafen diente sie als Hauptstadt. Nordwestlich davon lag die englische Gründung Black River.
1604 fielen spanische Konquistadoren in den Norden und Osten Nicaraguas ein, in die Gebiete der Xicaque und der Vorfahren der Miskito-Indianer. Die Küste wurde so zunächst Bestandteil des Vizekönigreichs Peru. Die ersten englischen Siedler ließen sich 1630 an der Miskitoküste nieder. Sie waren Agenten der englischen Providence Company, bei der Robert Rich, 2. Earl of Warwick, Vorsitzender und John Pym Schatzmeister waren, zwei kleine Sandbänke besetzten und freundliche Beziehungen zur indigenen Bevölkerung pflegten.
Zwischen 1655 und 1850 beanspruchte Großbritannien ein Protektorat über die in „Mosquitia“ verballhornte Miskitoküste für sich. Der britische Gouverneur von Jamaika krönte 1687 den ersten Miskito-König. Die Briten übten jedoch keine zentrale staatliche Gewalt aus. Die Dorfgemeinschaften der Miskito blieben selbständig, wurden von den Engländern nicht deportiert und zeitweilig wurden andere Indígena-Gruppen zwischen Yucatán und Panamá den Miskito tributpflichtig. Ab 1740 wehte die britische Flagge über Bluefields.
Die Herrnhuter Brüdergemeine, von den Briten The Moravian Church bezeichnet, begann 1847 ihre Missionsarbeit in Bluefields. Bis zum Ende des 19. Jahrhunderts hatte die pietistische Brüdergemeine aus dem sächsischen Herrnhut fast alle Indígenas und afroamerikanischen Creoles an der Karibikküste christianisiert.
In den 1840er Jahren gab es auch Erwerbsbemühungen deutscher Kolonialvereine entlang der Miskitoküste.
Neben dem 1739 von Peru abgespaltenen Vizekönigreich Neugranada, dessen Ansprüche später die zentralamerikanischen Republiken übernahmen, erhoben auch die USA Anspruch auf die Küste. Ihre Forderungen beruhten nicht zuletzt auf der Furcht vor einer bevorzugten Position, die Großbritannien in Bezug auf den geplanten interozeanischen Nicaragua-Kanal hätte einnehmen können. 1848 erweckte die Inbesitznahme von Greytown, des heutigen San Juan del Norte, durch Miskito-Indígenas mit britischer Hilfe das Risiko eines Kriegs.

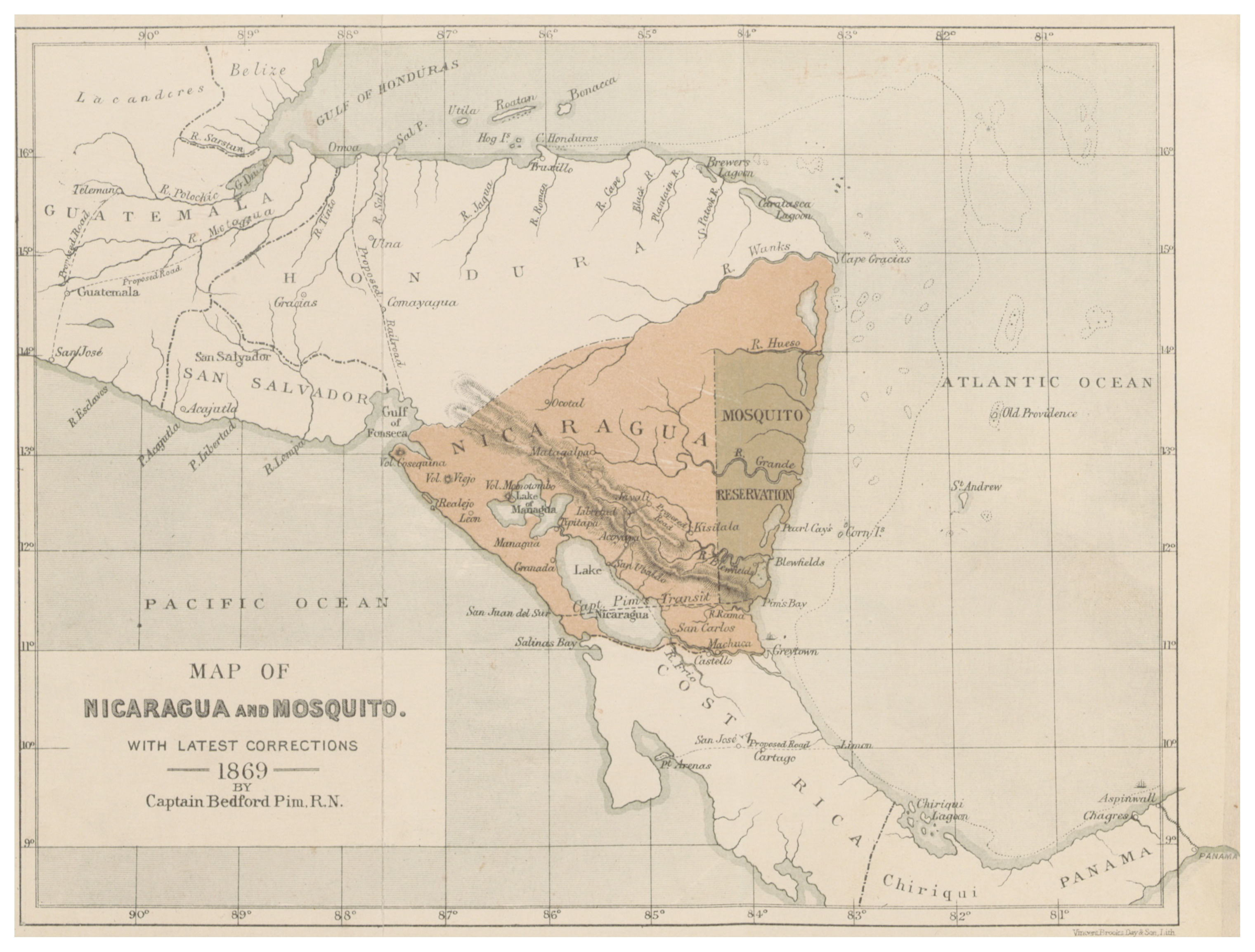
Nicaragua, Lage der Mosquito Reservation (1869)

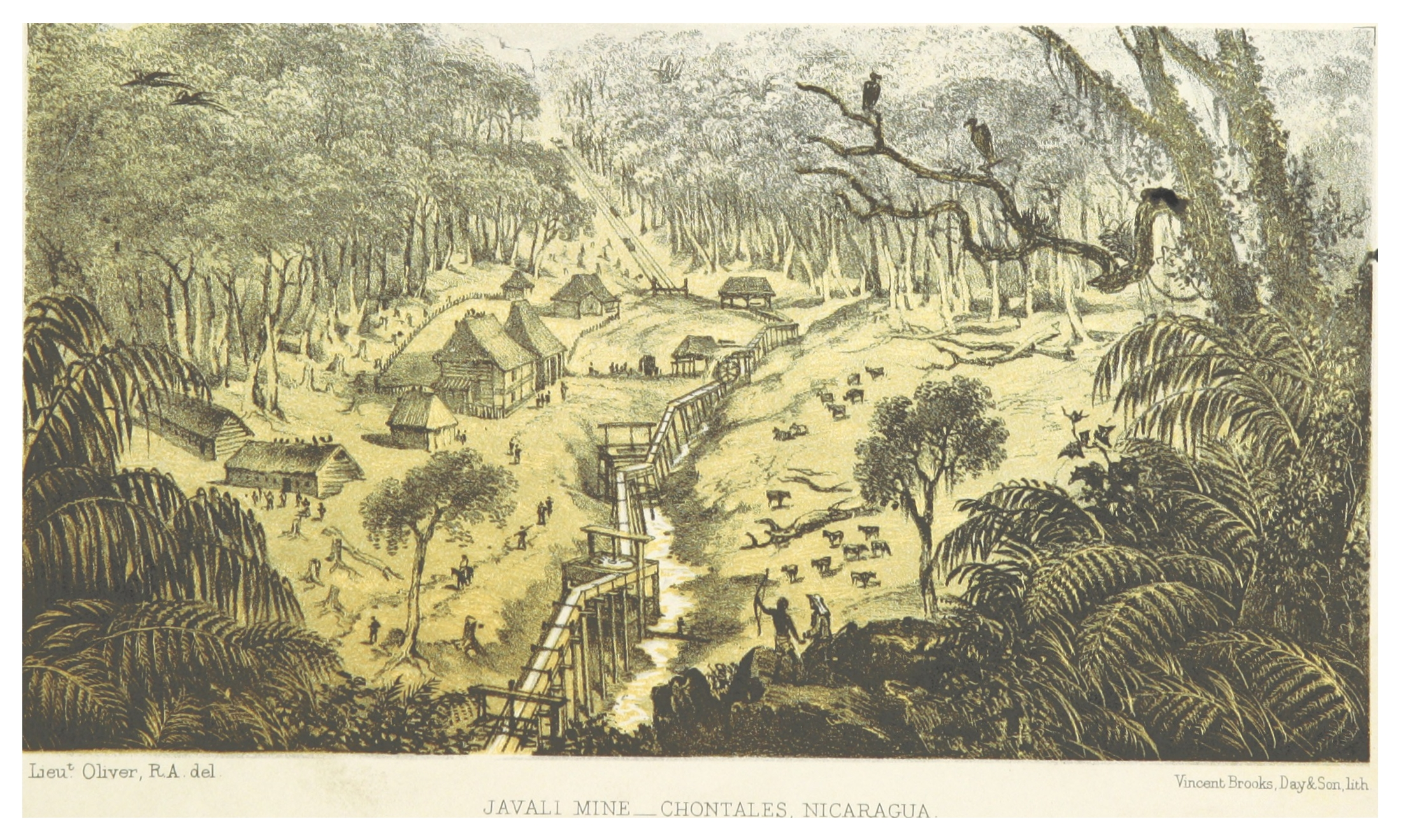
Nicaragua, Mosquito Reservation – das Javali-Bergwerk (1865)

Im Clayton-Bulwer-Vertrag von 1850 verpflichteten sich beide Mächte, keinen Teil Zentralamerikas zu kolonisieren oder zu besetzen sowie keine exklusive Kontrolle über den noch zu bauenden Nicaragua-Kanal anzustreben. 1859 trat Großbritannien sein Protektorat an Honduras ab. Dies rief unter der indigenen Bevölkerung große Unzufriedenheit hervor. Erst am 28. Januar 1860 unterstellten Nicaragua und Großbritannien die Miskitoküste vom Cabo Gracias a Dios bis Greytown im Vertrag von Managua formell der Souveränität Nicaraguas und sicherten den Miskito innere Autonomie zu. Das Oberhaupt der Misikito akzeptierte die Änderung der Verhältnisse, die seine Autorität auf örtliche Angelegenheiten beschränkte, gegen eine jährliche Apanage von £ 1000 bis 1870. Doch sein Nachfolger weigerte sich 1864, dies anzuerkennen.
Die Selbstbestimmung der Miskito innerhalb der nicaraguanischen Republik  wurde 1881 in einem Schiedsspruch durch den Kaiser Franz Joseph I. erneut bekräftigt. Handel und Ausbeutung der Bodenschätze sollten der Miskito-Regierung unterstehen. Nordamerikanische Firmen begannen 1882, an der Miskitoküste ausgedehnte Bananenplantagen anzulegen. Bis zur Jahrhundertwende gelang es ihnen, die Kontrolle über beinahe den gesamten Handel des Gebiets zu erlangen.
Aber nach 14 Jahren vollständiger Autonomie wurde diese durch ihren damaligen Präsidenten, General José Santos Zelaya, wieder aufgehoben. Mit dem „Dekret der Wiedereingliederung“ der Miskitoküste ließ er diese 1894 durch den General Cabezas militärisch besetzen. Aus der Miskitoküste wurde das nicaraguanische Departamento Zelaya. Inzwischen wurde die Autonomie wiederhergestellt. An der ehemaligen Miskitoküste existieren heute die Autonomiegebiete Costa Caribe Norte und Costa Caribe Sur.